# Pseudosynanceia
Pseudosynanceia là danh pháp khoa học của một chi cá trong họ Cá mao mặt quỷ (Synanceiidae) thuộc bộ Cá mù làn (Scorpaeniformes), bản địa vùng nước lợ và nước mặn miền tây Ấn Độ Dương, từ vịnh Ba Tư tới miền tây Ấn Độ.

## Các loài
Hiện tại có 1 loài được ghi nhận trong chi này:
- Pseudosynanceia melanostigma F. Day, 1875